# Kenneth Rooks
Kenneth Rooks (Walla Walla, 21 ottobre 1999) è un ostacolista e mezzofondista statunitense.

## Biografia
Nato a Walla Walla nello stato di Washington negli Stati Uniti d'America,  nel 2019 ha iniziato a frequentare la Brigham Young University. Tra il 2020 ed il 2021 è stato a Kampala in Uganda come missionario per la Chiesa di Gesù Cristo dei santi degli ultimi giorni.
Ai campionati del mondo di Budapest nel 2023 giunge decimo nei 3000 metri siepi; ai Giochi olimpici di Parigi 2024 vince la medaglia d'argento nei 3000 metri siepi, stabilendo il suo nuovo record personale.

## Progressione

### 3000 metri siepi
| Stagione | Misura  | Luogo      | Data      | Rank. Mond. |
| -------- | ------- | ---------- | --------- | ----------- |
| 2024     | 8'06"41 | Parigi     | 7-8-2024  |             |
| 2023     | 8'16"78 | Eugene     | 8-7-2023  |             |
| 2022     | 8'22"56 | Eugene     | 10-6-2022 |             |
| 2021     |         |            |           |             |
| 2020     |         |            |           |             |
| 2019     | 8'36"08 | Sacramento | 24-5-2019 |             |

## Palmarès
| Anno                                | Manifestazione | Sede     | Evento       | Risultato | Prestazione | Note  |
| ----------------------------------- | -------------- | -------- | ------------ | --------- | ----------- | ----- |
| In rappresentanza degli Stati Uniti |                |          |              |           |             |       |
| 2023                                | Mondiali       | Budapest | 3000 m siepi | 10º       | 8'20"02     | [ 2 ] |
| 2024                                | Olimpiade      | Parigi   | 3000 m siepi | Argento   | 8'06"41     | [ 3 ] |

## Campionati nazionali
- 2 volte campione statunitense dei 3000 metri siepi (2023, 2024)

2022
- 10º ai campionati statunitensi (Eugene), 3000 metri siepi - 8'37"17

2023
- Oro ai campionati statunitensi (Eugene), 3000 metri siepi - 8'16"78

2024
- Oro ai trials olimpici statunitensi (Eugene), 3000 metri siepi - 8'21"92

## Altre competizioni internazionali
2024
- 16º al Kamila Skolimowska Memorial, ( Chorzów), 3000 metri siepi - 8'35"19